# Harvey Atkin
Harvey Atkin, född 18 december 1942 i Toronto, död 17 juli 2017 i Toronto, var en kanadensisk röstskådespelare som kanske är mest känd för att ha gjort rösten åt Kung Koopa (Kung Bowser) i Super Mario Bros. Super Show, The Adventures of  Super Mario Bros. 3 och Super Mario World.